# Münzenberg 8 (Quedlinburg)

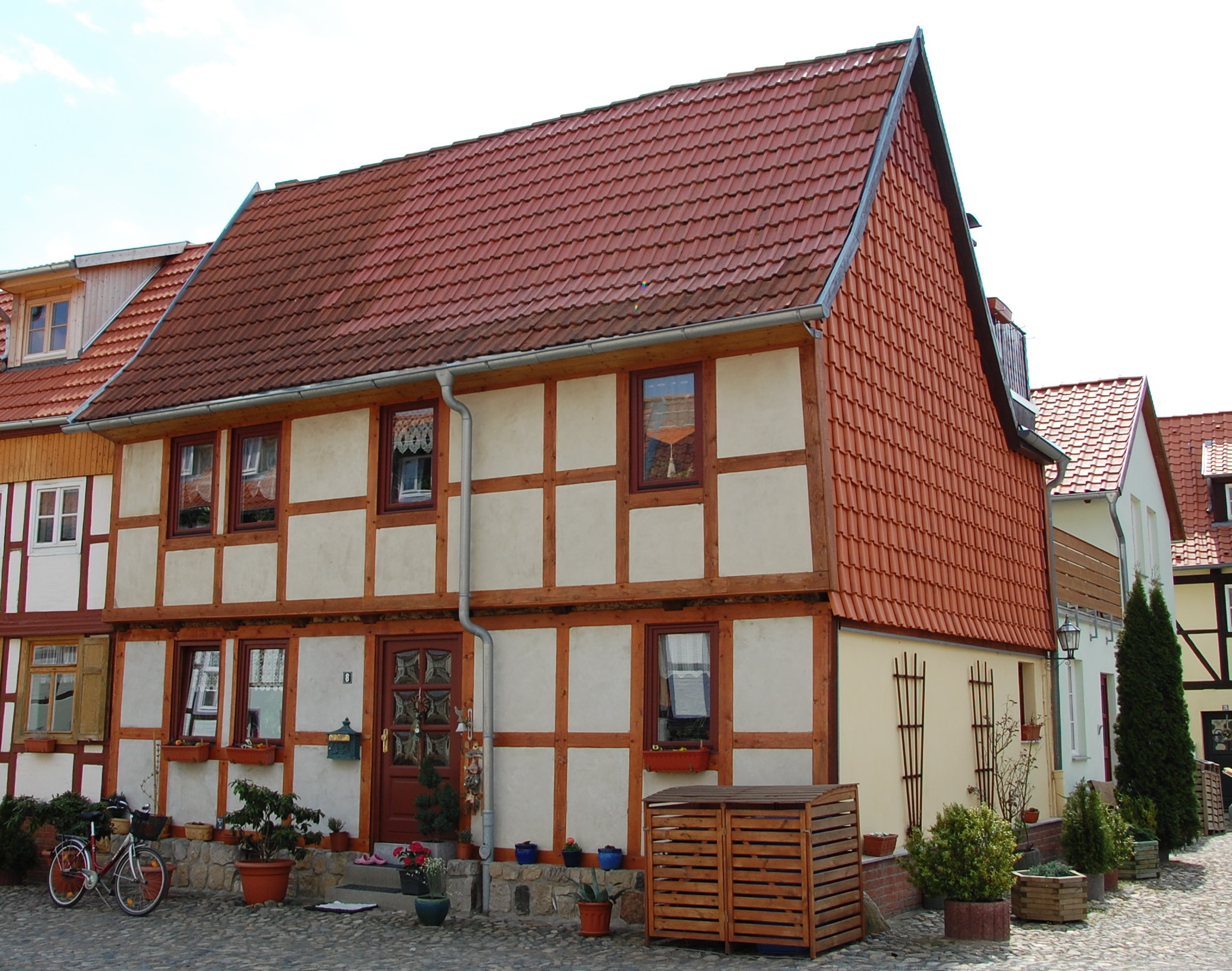
Haus Münzenberg 8

Das Haus Münzenberg 8 ist ein denkmalgeschütztes Gebäude in der Stadt Quedlinburg in Sachsen-Anhalt. 

## Lage
Es befindet sich im denkmalgeschützten Stadtviertel Münzenberg westlich der historischen Quedlinburger Altstadt. Es gehört zum UNESCO-Weltkulturerbe und ist im Quedlinburger Denkmalverzeichnis als Wohnhaus eingetragen. Es gehört außerdem zur denkmalgeschützten Häusergruppe Münzenberg 2–8, 10–13, 15, 16, 65 oberhalb der Reste der Sankt-Marien-Kirche.

## Architektur und Geschichte
Das zweigeschossige Fachwerkhaus entstand um 1650 und ist damit eines der ältesten erhaltenen Gebäude des Münzenbergs. Die Fachwerkfassade verfügt über Fußbänder. Die am Haus befindliche Profilbohle stammt aus der Zeit um 1780.